# Просторе (Сватівський район)
Просторе (до 1973 року — Червоне Руно) — село в Україні, у Білокуракинській селищній громаді Сватівського району Луганської області. Площа села становить 400 га.

## Історія
Село Просторе засноване в 1929 році прямо в степу як відділення «Червоне Руно» знов організованого радгоспу «Тополі». Відділення займалося розведенням овець романівської породи. Партійний (ВКП(б)) і комсомольський осередки створені відразу в 1929 році. Свідчень Голодомору 1933 року не залишилось через нечисленність населення. У роки Другої світової війни 250 жителів зі зброєю в руках боролися з ворогом на фронтах, за подвиги в боях орденами і медалями нагороджено 101 особу, не повернулися з боїв 80 осіб. Бойових дій на території села не відбувалось. Село було окуповане німецькими військами з липня 1942 по січень 1943 року. Звільнене радянськими військами Південно-Західного фронту під час Острогозько-Россошанського наступу. У 1950-х роках радгосп перейменовано на «Батьківщину».

## Населення
Населення становить 580 осіб, 280 дворів. На середину 1970-х років село налічувало 835 мешканців та 255 дворів.

## Вулиці
У селі є такі вулиці: Гагаріна, Жовтнева, Леніна, Першотравнева, Пушкіна, Радянська, Шевченко, Шкільна.

## Економіка
За радянської влади у Просторому знаходилась центральна садиба радгоспу «Батьківщина», який у 1960-х роках за керівництва Долі Л. І. був радгоспом-мільйонером. Напрям господарства був зернове рослинництво і м'ясо-молочне тваринництво. За радгоспом було закріплено 11 102 га сільськогосподарських угідь, з них 9133 га ріллі.
На розпайованих сільськогосподарських землях веде господарство Агропромислова компанія «Украгростар», близько 100 працюючих. Спеціалізація: вирощування зернових та технічних культур, виготовлення м'яса, суміші для годівлі тварин. Фермерські господарства: «Вікторія-К» Костюченка Василя Вікторовича; «Урожай» Болтухова Андрія Володимировича та інші.

## Транспорт
Село розташоване за 41 км від районного центру, за 180 км від обласного центру (Луганськ) і за 24 км від залізничної станції Катран на лінії Валуйки — Кіндрашівська-Нова. Регулярне автобусне сполучення з селищем Білокуракине і містом Луганськ.

## Культура
У селі були побудовані восьмирічна школа на 200 учнів, будинок культури із залом на 400 місць, бібліотека, лікарська амбулаторія, дитячі ясла, 5 магазинів, поштове відділення, ощадна каса, аптека. За роки дев'ятої п'ятирічки (1971–1975) за рахунок державних капіталовкладень в селі зведено 1384 м² житлової площі. Село Просторе телефонізоване, газифіковане.
Станом на 2013 рік в Просторівській загальноосвітній школі навчається 102 учня в 11 класах, створено профільний клас української філології, кількість персоналу становить 19 чоловік, директор Давиденко Ольга Іванівна.

## Церква
Станом на 2016 рік настоятелем Свято-Преображенського храму служить ієромонах Онисіфор (Романюк).

## Відомі особистості
- Ніколенко А. М. — доктор фізико-математичних наук, Харків.
- Ніколенко М. М. — відомий український журналіст.
- Рюмін А. М. — директор колишнього радгоспу «Батьківщина», заступник голови районної ради.
- Серебрянська Г. Т. — зоотехнік радгоспу, заслужений зоотехнік Української РСР.
- Стешенко М. І. — доктор філософських наук, Харків.
- Твердохліб Л. В. — підполковник, льотчик випробувач.
- Удеревський Ю. В. — підполковник ФСБ Росії.
- Філоненко Г. П. — кавалер двох орденів Леніна.
- Цецора O. P. — полковник юстиції, голова Рубіжанського окружного суду.

Багато жителів села удостоєно урядових нагород.